# Безвершенко Юлія Василівна
Юлія Василівна Безвершенко — генеральний директор директорату науки та інновацій у МОН  (до 2022 року) , українська вчена у галузі теоретичної фізики, популяризаторка науки, громадська діячка, кандидат фізико-математичних наук, молодший науковий співробітник Інституту теоретичної фізики ім. М. М. Боголюбова НАН України, старший викладач «Києво-Могилянської академії», заступниця голови Ради молодих вчених НАН України, голова Ради молодих вчених відділення фізики та астрономії НАН України, співзасновниця та віцепрезидент (2015 - 2020 рр.) ГО «Unia Scientifica». Авторка кількох статей у провідних міжнародних наукових журналах, зокрема у «Physical Review A», а також значної кількості науково-популярних статей та координаторка науково-популярної події Днів науки.
Є медійною особою, як заступник голови Ради молодих вчених НАН України веде активну діяльність з лобіювання коректних реформ української науки та з популяризації науки, її діяльність широко висвітлюється у ЗМІ.
Юлія Безвершенко входить до списку ТОП-20 українських жінок в STEM за 2018—2019 роки, що визначає Центр «Розвитку Корпоративної Соціальної Відповідальності».
У 2019 році балотувалася до Верховної ради України у виборчому списку партії Голос під 46 номером (опинилася за межами прохідної частини).

## Життєпис
У 2008 році закінчила Національний університет «Києво-Могилянська академія». Наукові дослідження стосуються теорії класичних і квантових інтегровних систем, взаємодії квантових систем із зовнішніми полями. Від 2012 р. працює в Інституті теоретичної фізики ім. М. М. Боголюбова НАН України молодшим науковим співробітником лабораторії теорії інтегровних систем у складі відділу математичних методів теоретичної фізики. Від 2010 р. — старший викладач Національного університету «Києво-Могилянська академія». З 2014 р. призначена Головою Ради молодих учених при Відділенні фізики і астрономії НАН України.